# Завара Олександр Васильович
Олександр Завара (творчий псевдонім Бабінського Олександра) (* 20 листопада 1983, Велика Новосілка) — український письменник, психолог, викладач, публіцист і приватний консультант. Лауреат літературного конкурсу видавництва «Смолоскип» (2016).

## Біографічні дані
Олександр Бабінський народився 20 листопада 1983 року у Великій Новосілці Донецької області, і наразі живе в Києві. У 2006 році закінчив філологічний факультет Мелітопольського державного педагогічного університету імені Богдана Хмельницького. У 2021 вступив до Інституту екології, економіки і права. Крім магістратури з 2021 навчається у Українській Асоціації Транзактного Аналізу
Під час навчання і після закінчення університету працював у медіасфері, зокрема журналістиці, публіцистиці і на радіо, де був ведучим прямих ефірів у філіях радіостанцій: «Радіо 5», «Ера ФМ», «Ностальжі». Крім роботи у медіахолдингах з 2006-го по 2009 був сценаристом і ведучим авторської програми "Проєкт «Заварка»", яка знайомила слухачів з альтернативною літературою, музикою і культурою. У 2008-му програма трансформувалась у літературний проєкт.
З 2009 року Олександр Завара-Бабінський  — письменник, копірайтер і фрілансер. Починає цікавитися психологією, коучингом, рекламою і роботою з аудиторією. 
З 2020 року і дотепер — письменник, психолог (приватна психотерапевтична практика, коучинг); приватний консультант (сторітелінг, графологія, скріботерапія, психолінгвістика); викладач приватної школи; автор і розробник особистих методик розвитку позитивних станів людини через її мову і письмо.

## Творчість
З 1999 по 2005 рік Олександр Завара-Бабінський писав вірші. 

У період 2002—2004 років був фронтменом і автором пісень у жанрах хіп-хоп і рок-н-рол гурту «2XL». 

2006 року почав писати есеї та коротку прозу, а з 2008-го — твори у жанрах «альтернативна проза», «містика», «психологічна проза» та «горор».

## Твори
- 2013 — роман «IQ = FAQ (Історія Хворого розуму)» — Київ: Видавництво Жупанського, серія «Альтернатива» (під псевдонімом "Сашко Завара")
- 2014 — роман «Ката-моргана (Апокаліпсис уже завтра» — Київ: Видавництво Жупанського, серія «Альтернатива» (під псевдонімом "Сашко Завара")
- 2017 — роман «Песиголовець» — Київ: Видавництво Жупанського, серія «Альтернатива» (під псевдонімом "Олександр Завара")
- 2019 — роман «Гелтер-Скелтер» — Київ: Видавництво Фабула. (під псевдонімом "Олександр Завара")
- 2024 — повість «Майя» — Київ: Видавництво Темпора.

Коротка проза:
- 2014 — коротка проза: «Дежавю (Офісна притча)», «Характерник» (альманах «Літературний орієнтир») — Київ: «Чорнильна хвиля» (під псевдонімом "Олександр Завара")

Нон-фікшн:
- 2023 — нон-фікшн «Коли мова має значення» — Київ: Видавництво Колесо Життя.[2]

## Відзнаки
- 2016 — заохочувальна премія в номінації "Проза" літературного конкурсу видавництва «Смолоскип».